# Celtic Woman: A Christmas Celebration
A Christmas Celebration (traducida al español: Celtic Woman: Una Celebración Navideña) es el segundo álbum de estudio del grupo Celtic Woman.
Las canciones del álbum son interpretadas por Chloë Agnew, Órla Fallon, Lisa Kelly, Méav Ní Mhaolchatha y la violinista Máiréad Nesbitt. El álbum obtuvo una certificación de Oro por la RIAA en diciembre de 2009, por ventas sobre las 500 000 copias, y otra certificación de Platino en noviembre de 2011, esta vez por ventas sobre 1 000 000 de discos vendidos.

## Lista de canciones
| A Christmas Celebration |                                                   |                                               |          |  |
| N.º                     | Título                                            | Intérpretes                                   | Duración |  |
| 1.                      | «O Holy Night»                                    | Agnew, Fallon, Kelly, Nesbitt, Ní Mhaolchatha | 4:25     |  |
| 2.                      | «Away In A Manger»                                | Órla Fallon                                   | 2:32     |  |
| 3.                      | «Ding Dong Merrily On High»                       | Agnew, Fallon, Kelly, Nesbitt, Ní Mhaolchatha | 2:47     |  |
| 4.                      | «White Christmas»                                 | Agnew, Kelly, Ní Mhaolchatha                  | 3:21     |  |
| 5.                      | «Silent Night»                                    | Ní Mhaolchatha, Nesbitt                       | 3:25     |  |
| 6.                      | «Christmas Pipes»                                 | Agnew, Fallon, Kelly, Nesbitt, Ní Mhaolchatha | 3:53     |  |
| 7.                      | «The Christmas Song»                              | Lisa Kelly                                    | 3:35     |  |
| 8.                      | «Carol Of The Bells»                              | Máiréad Nesbitt                               | 2:20     |  |
| 9.                      | «Have Yourself A Merry Little Christmas»          | Agnew, Fallon, Kelly. Nesbitt, Ní Mhaolchatha | 2:27     |  |
| 10.                     | «Panis Angelicus»                                 | Chloë Agnew                                   | 3:56     |  |
| 11.                     | «Don Oíche Úd Mbeithil (That Night In Bethlehem)» | Agnew, Nesbitt, Ní Mhaolchatha                | 2:45     |  |
| 12.                     | «O Come All Ye Faithful»                          | Agnew, Fallon, Kelly, Nesbitt, Ní Mhaolchatha | 3:50     |  |
| 13.                     | «The Little Drummer Boy»                          | Agnew, Fallon                                 | 3:48     |  |
| 14.                     | «The Wexford Carol»                               | Méav Ní Mhaolchatha                           | 3:05     |  |
| 15.                     | «Let It Snow!»                                    | Agnew, Fallon, Kelly, Nesbitt, Ní Mhaolchatha | 2:30     |  |

### Bonus Track en Edición Japonesa
| A Christmas Celebration (Edición Japonesa) |                  |                                               |          |  |
| N.º                                        | Título           | Intérpretes                                   | Duración |  |
| 16.                                        | «Beyond The Sea» | Agnew, Fallon, Kelly, Nesbitt, Ní Mhaolchatha | 0:40     |  |

## DVD
1. Carol Of The Bells
2. Silent Night
3. White Christmas
4. Away In A Manger
5. Ding Dong Merrily On High
6. Little Drummer Boy
7. The Christmas Song
8. In The Bleak Midwinter
9. The First Noël
10. The Wexford Carol
11. Christmas Pipes
12. O Holy Night
13. Panis Angelicus
14. Green The Whole Year Round
15. Have Yourself A Merry Little Christmas
16. Don Oíche Úd I Mbeithil (That Night In Bethlehem)
17. O Come All Ye Faithful
18. Let It Snow!